# Centrum Chopinowskie w Warszawie
Centrum Chopinowskie – ośrodek informacji chopinowskiej znajdujący się przy ul. Tamka 43 w Warszawie.

## Historia
2 kwietnia 2004 r. Minister Kultury Waldemar Dąbrowski oficjalnie ogłosił powołanie Centrum Chopinowskiego, którego stworzeniem miał zająć się Narodowy Instytut Fryderyka Chopina. Instytut ten nabył działkę pod budowę Centrum w 2004 r. W dniu 9 lutego 2005 r. rozstrzygnięto międzynarodowy konkurs SARP na koncepcję architektoniczną Centrum, na który złożono 43 oferty. Wygrała koncepcja biura "Stelmach i Partnerzy Biuro Architektoniczne" z Lublina. Cytując jury, doceniono w tej koncepcji "niebanalność, ponadczasowość oraz dopasowanie do kontekstu architektonicznego miejsca". Uzyskanie pozwolenia na budowę trwało półtora roku. W kwietniu 2007 r. został rozstrzygnięty przetarg na budowę Centrum. Wygrała oferta Polimeksu-Mostostalu. Budowa została sfinansowana z budżetu państwa i funduszy unijnych. Budynek został oddany do użytku w marcu 2010 r.
Budynek powstał na działce znajdującej się naprzeciwko Zamku Ostrogskich, w którym mieści się Muzeum Chopina. Mają w nim siedziby instytucje i organizacje służące ochronie dziedzictwa kompozytora – Narodowy Instytut Fryderyka Chopina, Towarzystwo im. Fryderyka Chopina, Międzynarodowa Fundacja im. Chopina, Międzynarodowa Federacja Towarzystw Chopinowskich, Polska Rada Muzyczna oraz Fundacja Wydania Narodowego Dzieł Wszystkich Fryderyka Chopina. Poza tym w budynku znajdują się: połączony z kawiarenką punkt informacji turystycznej, księgarnia, biblioteka, fonoteka i fototeka Narodowego Instytutu Fryderyka Chopina.

## Architektura
Dolna część budynku została obłożona betonowymi prefabrykatami imitującymi fasadę stojącej tu wcześniej dwupiętrowej kamienicy z połowy XIX w. Górna część jest przeszklona.

## Nagrody
- Nagroda Architektoniczna Prezydenta m.st. Warszawy w kategorii Budynek użyteczności publicznej 2001–2014 (obiekt publiczny) (2016)[4]